# Ganado, Texas
Ganado là một thành phố thuộc quận Jackson, tiểu bang Texas, Hoa Kỳ. Năm 2010, dân số của xã này là 2003 người.

## Dân số
- Dân số năm 2000: 1915 người.
- Dân số năm 2010: 2003 người.